# Thomas Larsen
Thomas Larsen (ur. 1 czerwca 1980 w Kopenhadze) – duński wioślarz, reprezentant Danii w wioślarskiej dwójce bez sternika podczas Letnich Igrzysk Olimpijskich w Pekinie.

## Osiągnięcia
- Mistrzostwa Świata – Lucerna 2001 – czwórka podwójna – 13. miejsce[2].
- Mistrzostwa Świata – Mediolan 2003 – czwórka bez sternika – 12. miejsce[2].
- Mistrzostwa Świata – Gifu 2005 – czwórka bez sternika – 4. miejsce[1][2].
- Mistrzostwa Świata – Monachium 2007 – dwójka bez sternika – 11. miejsce[1][2].
- Igrzyska Olimpijskie – Pekin 2008 – dwójka bez sternika – 10. miejsce[1][2].
- Mistrzostwa Europy – Montemor-o-Velho 2010 – dwójka podwójna – 14. miejsce[2].